# Schlenken-Durchgangshöhle
Die Schlenken-Durchgangshöhle ist die bekannteste Höhle am Schlenken in der Osterhorngruppe in der Gemeinde Bad Vigaun.
Sie befindet sich in einer Höhe von 1580 Meter am Fuß einer steilen Felswand. Die Höhle ist etwa 130 Meter lang. In ihr konnten Knochen von Höhlenbären sowie Stein- und Knochenwerkzeuge von Neandertalern gefunden werden.

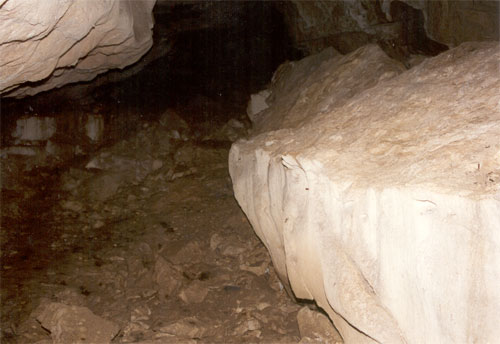
Schlenken-Durchgangshöhle
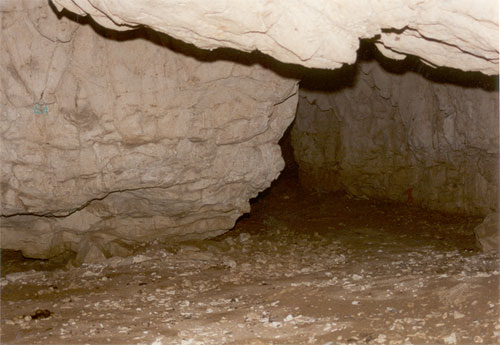
Schlenken-Durchgangshöhle